# Нагорное (Черняховский район)
Нагорное — посёлок в Черняховском муниципальном округе Калининградской области. 

## История
Деревня Гесветен была основана в 1615 году. В 1910 году в Гесветене проживало 113 человек.
С 1938 по 1946 год деревня имела название Ландвер. В 1946 году Ландвер был переименован в Нагорное.
Литовское название посёлка ― Gesviečiai.

## Население
| 2002 | 2010 |
| ---- | ---- |
| 23   | ↘21  |

## Достопримечательности
В посёлке находятся руины мызы (усадьбы) Штилитцен - Жиляйтшен, в которой в 1818 году скончался Михаил Барклай де Толли.
Также в Нагорном находится мемориал работы Карла Фридриха Шинкеля, посвящённый фельдмаршалу и военному министру Михаилу Барклаю де Толли. Четырёхметровый памятник был установлен в 1821 году по инициативе короля Фридриха Вильгельма III. На бронзовой доске на немецком и русском языках написано: «Достойному полководцу, проложившему себе стезю славы мужеством и храбростью во многих боях и ознаменовавшемуся победами, предводительствуя союзными войсками в войне, освободившей народы в 1813, 1814, 1815 годах».